# Oliveto Citra

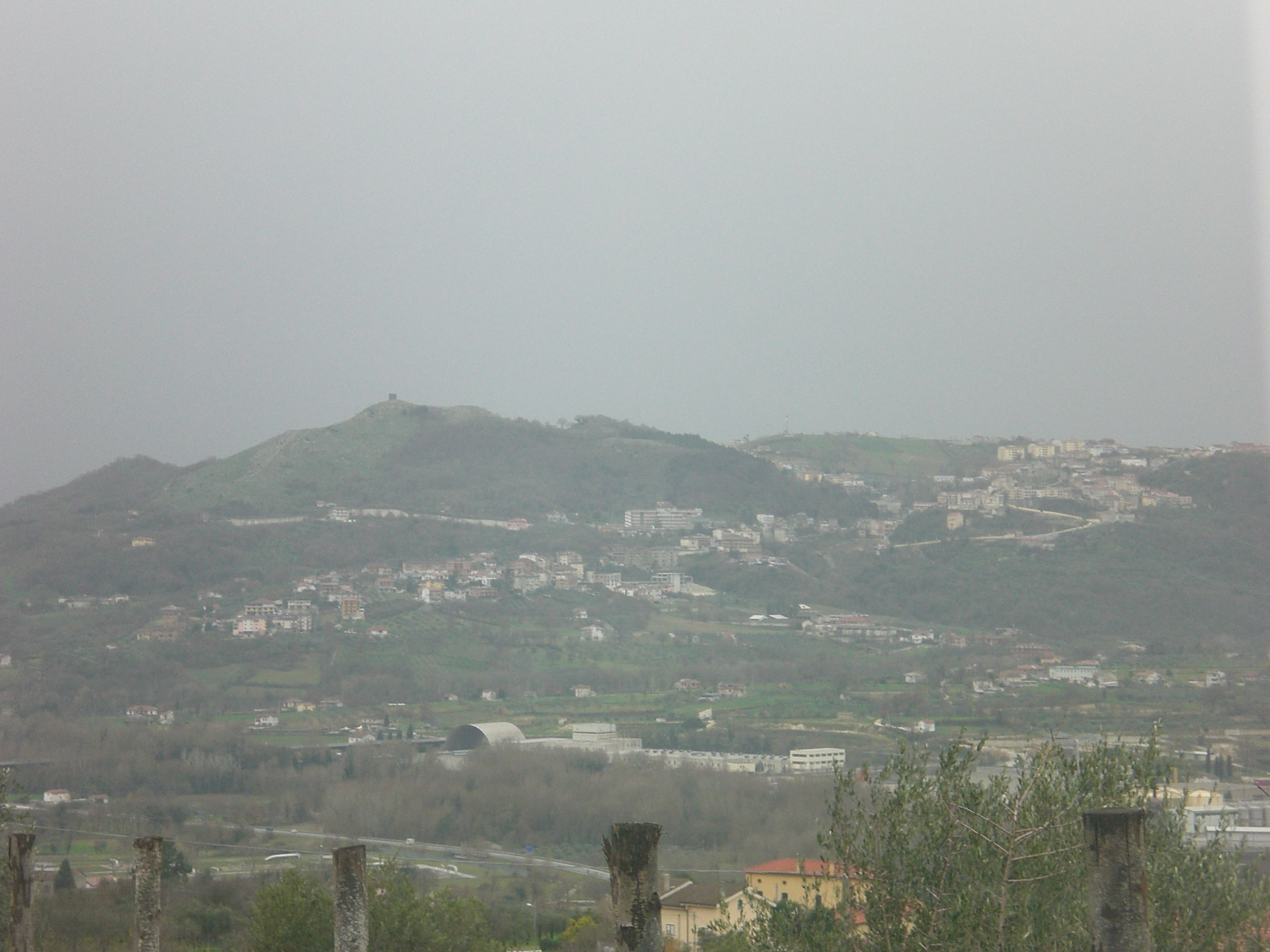
Đô thị Oliveto Citra trong ngày sương mù dày đặc

Oliveto Citra là một đô thị (comune) thuộc tỉnh Salerno trong vùng Campania của Ý. Oliveto Citra có diện tích km2, dân số là người (thời điểm ngày).